# Habitatge al carrer Tarragona, 23 (Tremp)
L'Habitatge al carrer Tarragona, 23 és un edifici de Tremp (Pallars Jussà) protegit com a Bé Cultural d'Interès Local.

## Descripció
Es tracta d'un edifici entre mitgeres situat al carrer Tarragona. L'edifici consta de planta baixa, primer pis i terrat. Es caracteritza per la sobrietat de la seva arquitectura utilitzant alguns elements decoratius molt puntuals. Destaca el balcó corregut, que ocupa tota la façana, amb una reixa metàl·lica que compta amb decoració curvilínia seriada, així com els trencaaigües motllurats situats sobre les finestres del primer pis. La barana de fàbrica que tanca el terrat és un altre dels elements característics, que s'inspira en els merlets per fer-ne una variació ampliada i arrodonida.